# ویکتور فورچون
ویکتور مورون فورچون (انگلیسی: Victor Fortune؛ ۲۱ اوت ۱۸۸۳ – ۲ ژانویه ۱۹۴۹) نظامی اهل بریتانیا بود. وی برندهٔ جوایزی همچون نشان امپراتوری بریتانیا و نشان حمام شد.